# Jiří Jelínek (kytarista)
Jiří Jelínek (12. září 1954 Praha – 5. října 1977 Praha) byl český jazz-rockový kytarista sedmdesátých let dvacátého století. Byl ovlivněn hlavně hrou Johna McLaughlina. Spolu s Michalem Pavlíčkem tvořil kytarovou osu skupiny Expanze, od roku 1976 hrál se skupinou Etc.... Jeho smrt byla zapříčiněna endogenními depresemi, v jejichž důsledku spáchal sebevraždu.
Deset let po jeho smrti, v roce 1987, vydala skupina Etc.. EP Jiří Jelínek in memoriam s nahrávkami z let 1976 až 1977.

## Život
Jiří Jelínek měl poměrně složité dětství, kdy žil střídavě u babičky v Mníšku u Třeboně, později na internátě a nakonec převážně s matkou, což v kombinaci s plachou a uzavřenou povahou zřejmě vyústilo v jeho nevyvážený duševní stav a předčasný dobrovolný odchod z tohoto světa.
Už v šestnácti letech působil ještě jako učeň ČSA ve skupině Feeling free. Prvním vážným hudebním angažmá byla skupina Expanze, od července 1976 se Jiří Jelínek stal profesionálním kytaristou a stal se nedílnou součástí skupiny Etc..., která v té době slučovala umělce těchto jmen: František Francl, Vladimír Mišík, Vladimír Padrůněk. Jan Hrubý o této kapele prohlásil, že to "byla vůbec ta nejdokonalejší sestava, k jaké mohlo dojít. Padrůněk byl v té době nejlepší basista u nás, ale to ovšem nic nemění na situaci, že Jirka byl téměř o třídu výše".
Dne 8. září 1977 byl Jiří Jelínek s těžkými depresemi hospitalizován na psychiatrické klinice v Bohnicích a o necelý měsíc později zemřel, když během víkendového propuštění do domácí léčby vyskočil z okna.

## Vzpomínky
Jan Hrubý o něm prohlásil:
"V osobě Jiřího Jelínka přišla česká rocková scéna o nejlepšího kytaristu, jakého kdy měla. Byl to hudebník, který si vážil všech hudebních stylů, které neměly nic společného s klišé."
A Lev Pavluch dodal:
"Jeho hra byla ve své době opravdu jedinečná, a nebylo to pouze talentem. Svého mistrovství dosáhl především díky obrovské píli a poctivosti. Na vrcholu své kariéry trénoval i šestnáct hodin denně."